# Pausa-Mühltroff
Pausa-Mühltroff je město v německé spolkové zemi Sasko. Nachází se v zemském okrese Fojtsko a má přibližně 4 700 obyvatel.

## Geografie

### Poloha
Podle historických pramenů se geografický střed Fojtska nachází v části města Pausa. Oblast města Pausa-Mühltroff se dnes nachází až na severozápadě zemského okresu Fojtsko v saské části historického Fojtska. Na severu, západě a východě hraničí městská oblast s durynským Fojtskem, ke kterému v letech 1952 až 1992 patřily všechny části města kromě Kornbachu. Oblast Pausa-Mühltroff patří s ohledem na přírodní podmínky do jihovýchodního Durynského břidlicového pohoří (přírodní oblast Fojtsko). Nejvyšší bod je ve výšce 546 m n. m. a jedná se o vysokou písečnou horu v místní části Thierbach.
Městskou oblast tvoří dvě hlavní části Pausa a Mühltroff, které byly dříve samostatnými městy, a devět okolních vesnic. Mühltroff bylo nejzápadnější město v Sasku. Pausa, hlavní část města Pausa-Mühltroff, se nachází ve východní části města v nadmořské výšce kolem 450 metrů nad mořem. Leží v kotlině na horním toku řeky Weida, přítoku Bílého Halštrova. V povodí Weida se také nacházejí východní části města Oberreichenau, Unterreichenau, Wallengrün, Ebersgrün, Ranspach a Linda. Západní části města Langenbach a Mühltroff jsou v povodí řeky Wisenty, přítoku Sály, která je severně od Mühltroff přehrazena jako přehrada Lössau. Nejjižnější částí města je Kornbach.

### Části města
- Ebersgrün
- Kornbach
- Langenbach
- Linda
- Mühltroff
- Pausa
- Ranspach
- Thierbach
- Unterreichenau
- Wallengrün

## Historie
Slovanské kmeny se v oblasti usadily pravděpodobně v 6. až 7. století.
Hrad Mühltroff byl založen pravděpodobně v 10. až 11. století k upevnění vlády německých císařů, kteří udělovali svá opevnění rytířům kvůli ochraně před útoky Lužických Srbů. Osada Muldorf byla poprvé zmíněna v roce 1274 a Mühltroff jako město je doloženo v roce 1367. První doložená zmínka o obci Pausa jako Pussen pochází z roku 1263 v listině o koupi mezi Řádem německých rytířů v Plavně a klášterem Mildenfurth u Vidavy. První písemná zmínka o městě je z roku 1393, nejstarší městské stanovy jsou z roku 1449. Devět vesnic v dnešní městské oblasti Pausa-Mühltroff bylo poprvé zmíněno ve 14. nebo 15. století s výjimkou Unterreichenau (první zmínka v roce 1281). V blízkosti hradu Mühltroff existovaly panské domy v Oberreichenau, Unterreichenau a Thierbach.
Z hlediska správy byla města Pausa a Mühltroff rozdělena až do 19. století. Město Pausa bylo sídlem malého fojtského okresu Pausa, který byl později spojen s okresem Plavno. Kromě města Pausa k němu patřily vesnice Ebersgrün, Linda, Oberreichenau, Unterreichenau a Unterpirk (dnes součást obce Rosenbach). Město Mühltroff a vesnice Langenbach, Ranspach, Thierbach a Wallengrün byly pod jurisdikcí panství Mühltroff a byly spravovány okresem Plavno.
První textilní továrna v Mühltroff byla zmíněna již v 15. století. Textilní průmysl je ve městě Mühltroff významný i dnes. V místním zámku je dnes také textilní muzeum. Ve městě Pausa začal vývoj od čistě zemědělské oblasti k průmyslové v 17. století. Textilní továrny utvářely panoramu města Pausa od 18. století. Zajímavostí ve městě Pausa byla výroba lodních vlajek v první třetině 19. století. V roce 1883 byl otevřen úsek Mehltheuer–Vidava železniční tratě Werdau–Mehltheuer, na kterém město Pausa získalo železniční stanici. V důsledku toho byla postavena řada továren, které pomohly v industrializaci a učinily z Pausy prosperující průmyslové město. Mühltroff získal stanici v roce 1887 s otevřením železniční tratě Schönberg-Schleiz.